# Liste der Naturdenkmäler in Bayreuth
Die Liste der Naturdenkmäler in Bayreuth nennt die Naturdenkmäler in der kreisfreien Stadt Bayreuth in Bayern. Laut der zuletzt im März 2007 ergänzten Verordnung gibt es in Bayreuth diese nach dem bayrischen Naturschutzgesetz geschützten Naturdenkmäler.

## Liste
| Bild                 | Nummer | Bezeichnung                                                      | Gemarkung                                | Lage | Bemerkung                                                                                   |
| -------------------- | ------ | ---------------------------------------------------------------- | ---------------------------------------- | --- | ------------------------------------------------------------------------------------------- |
|                      | 1      | 8 Eichen                                                         | 2796/1; 2796; 2795; 2789/39              | entlang der Nordwestgrenze der Anwesen Parsifalstraße 57–63 49° 57′ 35″ N, 11° 34′ 21″ O                                                       |                                                                                             |
| weitere Bilder       | 2      | 1 Wildbirnbaum                                                   | 3821                                     | ca. 130 m südwestlich von Wendelhöfen 49° 57′ 28,9″ N, 11° 33′ 47,8″ O                                                                         |                                                                                             |
|                      | 3      | 5 Eichen                                                         | 2789/18                                  | an der Westgrenze des Anwesens Knappertsbuschstraße 4 49° 57′ 32,5″ N, 11° 34′ 27″ O                                                           |                                                                                             |
|                      | 4      | 3 Eichen                                                         | 2789/4                                   | an der Westgrenze des Anwesens Parsifalstraße 27 49° 57′ 33,6″ N, 11° 34′ 26,8″ O                                                              |                                                                                             |
|                      | 4a     | 1 Eiche                                                          | 2789/6                                   | an der Westgrenze des Anwesens Parsifalstraße 65 49° 57′ 34,6″ N, 11° 34′ 26,5″ O                                                              |                                                                                             |
|                      | 5      | 1 Hagebuttenbirnbaum                                             | 2782                                     | im Garten des Anwesens Festspielhügel 4 49° 57′ 37,7″ N, 11° 34′ 38,4″ O                                                                       | ?                                                                                           |
|                      | 6      | 1 Ginkgo biloba, 2 Schwarzkiefern, 1 Eibe                        | 2449                                     | im Garten des Anwesens Grüner Baum 22 49° 57′ 38,2″ N, 11° 35′ 23,6″ O                                                                         |                                                                                             |
|                      | 7      | 1 Eiche                                                          | 2457/4                                   | im Garten des Anwesens Furtwänglerstraße 7 49° 57′ 36″ N, 11° 35′ 22,7″ O                                                                      |                                                                                             |
|                      | 8      | 49 Eichen, 3 Eschen                                              | 3871, 3867, 3869, 2773                   | Baumreihe in der Grünanlage zwischen Hans-von-Wolzogen-Straße und Dr.-Hans-Richter-Straße 49° 57′ 22,5″ N, 11° 34′ 26,6″ O                     |                                                                                             |
|                      | 9      | 2 Eichen                                                         | 1457                                     | an der Cottenbacher Straße, gegenüber Anwesen Nr. 8 49° 57′ 16,3″ N, 11° 34′ 22,5″ O                                                           |                                                                                             |
|                      | 10     | 1 Eiche                                                          | 2641/1                                   | an der Bernecker Straße/Ecke Karlsbader Straße 49° 57′ 15,7″ N, 11° 35′ 43,3″ O                                                                |                                                                                             |
|                      | 11     | 1 Tulpenbaum                                                     | 2294                                     | auf dem Gelände des Friedhofes St. Georgen 49° 57′ 8,7″ N, 11° 35′ 34,5″ O                                                                     |                                                                                             |
|                      | 12     | Baumbestand: 1 Roteiche, 2 Eichen, 2 Ahorne, 1 Buche, 1 Rotbuche | 4661                                     | auf dem Anwesen Riedelsgut 3 49° 57′ 11,3″ N, 11° 36′ 14,4″ O                                                                                  |                                                                                             |
|                      | 13     | 1 Blutbuche                                                      | 4667/1                                   | auf dem Anwesen Riedelsgut 2 49° 57′ 10,6″ N, 11° 36′ 8,4″ O                                                                                   |                                                                                             |
| weitere Bilder       | 14     | 1 Kastanie                                                       | 1247/5                                   | an der südlichen Einfahrt zum Postamt Bürgerreuther Straße 1 49° 57′ 1″ N, 11° 34′ 44,2″ O                                                     |                                                                                             |
|                      | 15     | 2 Pyramideneichen                                                | 2193                                     | Markgrafenallee, an der Einmündung Tunnelstraße 49° 56′ 58,8″ N, 11° 34′ 52,5″ O                                                               |                                                                                             |
|                      | 16     | 1 Linde                                                          | 2683/5                                   | am Stuckberg, im Garten des katholischen Kindergartens 49° 57′ 0,9″ N, 11° 35′ 28,4″ O                                                         |                                                                                             |
|                      | 17     | 1 Blutbuche                                                      | 1324/2                                   | im Garten des Anwesens Schulstraße 51⁄2 49° 56′ 51,5″ N, 11° 34′ 28″ O                                                                         |                                                                                             |
|                      | 18     | 1 Linde                                                          | 991                                      | im Biergarten der Wirtschaft „Zur Linde“, Kreuz 9 49° 56′ 41,1″ N, 11° 33′ 51,6″ O                                                             |                                                                                             |
|                      | 19     | 1 Eiche                                                          | 1186; 1186/3                             | nördlich des Gebäudes Luitpoldplatz 5 49° 56′ 44,2″ N, 11° 34′ 35,8″ O                                                                         |                                                                                             |
| weitere Bilder       | 20     | 1 Spitzblattbuche                                                | 449/8                                    | auf dem Anwesen Wahnfriedstraße 3 49° 56′ 27,2″ N, 11° 34′ 59,4″ O                                                                             |                                                                                             |
|                      | 21     | 1 Eibe                                                           | 449/12                                   | auf dem Anwesen Wahnfriedstraße 9 49° 56′ 26,4″ N, 11° 34′ 57″ O                                                                               |                                                                                             |
| weitere Bilder       | 22     | 1 Pyramideneiche                                                 | 449/23                                   | Lisztstraße/Ecke Siegfriedstraße 49° 56′ 25″ N, 11° 34′ 59,7″ O                                                                                |                                                                                             |
|                      | 23     | 4 Pyramideneichen                                                | 703/3                                    | vor dem Gebäude Wilhelminenstraße 9 49° 56′ 22,4″ N, 11° 34′ 18,3″ O                                                                           | (lt. Luftbild nur 2?)                                                                       |
|                      | 24     | 1 Ginkgo                                                         | 717/3                                    | auf dem Anwesen Moritzhöfen 2 1/5 49° 56′ 22,1″ N, 11° 34′ 28,8″ O                                                                             |                                                                                             |
|                      | 25     | 1 Eiche                                                          | 686/3                                    | gegenüber Moritzhöfen 31, an der Straße 49° 56′ 10,4″ N, 11° 34′ 22,8″ O                                                                       |                                                                                             |
|                      | 26     | 1 Kastanie                                                       | 1848/3                                   | im Biergarten des Anwesens Moritzhöfen 29 49° 56′ 10,9″ N, 11° 34′ 25,2″ O                                                                     |                                                                                             |
|                      | 27     | 1 Eiche                                                          | 681                                      | an Ostrand des Grundstücks Moritzhöfen 21 a 49° 56′ 14,3″ N, 11° 34′ 32,1″ O                                                                   |                                                                                             |
|                      | 29     | 1 Rotbuche „Schmitzenbuche“                                      | 1901/3                                   | an der Südwestecke des Anwesens Zeppelinstraße 29 49° 56′ 7″ N, 11° 34′ 59,9″ O                                                                |                                                                                             |
|                      | 30     | 1 Kastanie                                                       | 4822                                     | im Garten des Anwesens Nürnberger Straße 5 49° 56′ 6,4″ N, 11° 35′ 33,9″ O                                                                     |                                                                                             |
|                      | 31     | 2 Eichen                                                         | 4811                                     | am Verbindungsweg Pfaffenfleck – Nürnberger Straße, ca. 70 m und 100 m nordwestlich der Eisenbahnunterführung 49° 55′ 52,5″ N, 11° 35′ 52,2″ O |                                                                                             |
| weitere Bilder       | 32     | 1 Kastanie                                                       | 2899                                     | vor dem Anwesen Wallstraße 11 49° 56′ 14,7″ N, 11° 33′ 10,2″ O                                                                                 |                                                                                             |
| weitere Bilder       | 33     | 1 Linde                                                          | 3359/2                                   | vor dem Anwesen Jakobstraße 9 49° 56′ 7,5″ N, 11° 33′ 20,8″ O                                                                                  |                                                                                             |
|                      | 34     | 6 Linden                                                         | 1770/1                                   | an der Thiergärtner Straße, ca. 10 m südöstlich Gaststätte „Studentenwald“ 49° 55′ 17,2″ N, 11° 34′ 35,8″ O                                    |                                                                                             |
|                      | 35     | 3 Linden, 1 Eiche                                                | 3428                                     | im ehemaligen Wirtschaftsgarten Saas 2 49° 54′ 56,7″ N, 11° 33′ 39,9″ O                                                                        |                                                                                             |
|                      | 36     | Doline                                                           | Laineck; 715                             | am Oschenberg, auf der Hochfläche, etwa 350 m östlich des Sendeturms 49° 57′ 58,3″ N, 11° 38′ 59,4″ O                                          | mitgeschützt ist der Dolinenbereich bis zur oberen Hangkante                                |
|                      | 37     | 1 Kiefer „Föhre am Lenz“                                         | Seulbitz; 143                            | zwischen Rodersberg und Seulbitz, ca. 600 m nordwestlich Seulbitz 49° 57′ 3,3″ N, 11° 38′ 22,5″ O                                              |                                                                                             |
|                      | 39     | 1 Eiche                                                          | Oberpreuschwitz; 473                     | etwa 70 m vor Ortseingang Unterpreuschwitz 49° 57′ 19,9″ N, 11° 31′ 42,8″ O                                                                    |                                                                                             |
| Teufelsbrücke        | 40     | Naturbrücke aus Rhätsandstein „Teufelsbrücke“                    | Oberpreuschwitz; 473 und Meyernberg; 101 | ca. 100 m nordöstlich von Teufelsgraben und 300 m nordwestlich vom Ortsrand Meyernberg (Elfenweg) 49° 56′ 22,5″ N, 11° 31′ 24,4″ O             | mitgeschützte Umgebung: Wald im Umkreis von 100 m.                                          |
|                      | 41     | 2 Eichen, 2 Linden, 1 Hainbuche                                  | Meyernberg; 7 und 8                      | im Anwesen Herrnholzweg 14 49° 56′ 18,7″ N, 11° 31′ 48,2″ O                                                                                    |                                                                                             |
|                      | 42     | alter Baumbestand der Meyernberger Straße/Donndorfer Straße      | Meyernberg; 110 und Bayreuth; 3304       | Meyernberger Straße, ab Bamberger Straße bis Anwesen Nr. 14, Donndorfer Straße bis Stadtgrenze 49° 56′ 11,7″ N, 11° 32′ 5,8″ O                 |                                                                                             |
|                      | 43     | 6 Eichen                                                         | Meyernberg; 142                          | 100 m nordöstlich von Geigenreuth 49° 55′ 44,8″ N, 11° 31′ 43,8″ O                                                                             |                                                                                             |
| weitere Bilder       | 44     | Rhätsandstein-Felsengruppe „Buchstein“                           | Meyernberg; 194                          | 600 m südöstlich von Geigenreuth 49° 54′ 42,3″ N, 11° 37′ 1,4″ O                                                                               | mitgeschützte Umgebung: Wald im Umkreis von 200 m.                                          |
| Grunauer Allee       | 45     | Baumbestand der Grunauer Allee                                   | Oberkonnersreuth; 451                    | von der Rollwenzelei aus nach Südosten bis zum Gut Grunau 49° 56′ 6″ N, 11° 36′ 47,9″ O                                                        |                                                                                             |
|                      | 46     | 1 Eiche „Siegeseiche“                                            | Oberkonnersreuth; 432                    | ca. 150 m östlich von Gut Grunau 49° 55′ 53,2″ N, 11° 36′ 57″ O                                                                                |                                                                                             |
|                      | 47     | 1 Eiche „Dilchertseiche“                                         | Oberkonnersreuth; 20                     | auf einer Verkehrsinsel an der Oberkonnersreuther Straße, mitten in Oberkonnersreuth 49° 55′ 23,7″ N, 11° 35′ 59,6″ O                          |                                                                                             |
|                      | 48     | 1 Eiche „Napoleonseiche“                                         | Oberkonnersreuth; 194/5                  | in Fürsetz 49° 54′ 58,6″ N, 11° 35′ 57,4″ O |                                                                                             |
|                      | 49     | 1 Linde                                                          | Oberkonnersreuth; 280/1                  | auf dem Anwesen „alte Plantage“ 49° 54′ 44,7″ N, 11° 35′ 14,2″ O                                                                               |                                                                                             |
|                      | 50     | Geologischer Aufschluss, Acrodus-Corbula-Bank                    | Oberkonnersreuth; 314                    | ca. 150 m nordöstlich der Bodenmühle, am rechten Mainufer 49° 54′ 51,6″ N, 11° 36′ 58,4″ O                                                     | mitgeschützte Umgebung: Umkreis von 10 m                                                    |
| Eiche in Thiergarten | 51     | 1 Eiche                                                          | Thiergarten; 13                          | Ortsmitte von Thiergarten 49° 54′ 9,1″ N, 11° 35′ 14,3″ O                                                                                      |                                                                                             |
|                      | 52     | Baumbestand beim Kriegerdenkmal Thiergarten                      | Thiergarten; 30/2, 32                    | auf der Geländekuppe, ca. 250 m nordwestlich von Thiergarten 49° 54′ 16,6″ N, 11° 35′ 6,6″ O                                                   |                                                                                             |
|                      | 53     | Hohlweg mit Sandsteinkellern                                     | Thiergarten; 557, 559, 560/1, 566        | entlang der Straße am Ortsausgang von Rödensdorf, Richtung Gesees 49° 53′ 50″ N, 11° 33′ 57,6″ O                                               | mitgeschützte Umgebung: Sandsteinwände links und rechts des Weges bis zur oberen Hangkante. |
|                      | 54     | 1 Eiche                                                          | Thiergarten; 638                         | ca. 500 m westlich Rödensdorf, am Verbindungsweg Rödensdorf – Gesees 49° 53′ 52,7″ N, 11° 33′ 38,1″ O                                          |                                                                                             |
| weitere Bilder       | 55     | Rhätsandsteinfelsen „Spitziger Stein“                            | Thiergarten; 217                         | ca. 250 m westlich von Bauerngrün 49° 53′ 36″ N, 11° 34′ 54″ O                                                                                 | mitgeschützte Umgebung: Umkreis von 20 m.                                                   |
| weitere Bilder       | 56     | Geologischer Aufschluss „Bodenmühlwand“                          | Wolfsbach; 105                           | ca. 200 m südöstlich der Bodenmühle 49° 54′ 42,3″ N, 11° 37′ 1,4″ O                                                                            | mitgeschützte Umgebung: Wald im Umkreis von 20 m.                                           |